# Martinho da Rocha Júnior
Martinho da Rocha Júnior (Guarani, Minas Gerais, 28 de abril de 1888 – 16 de agosto de 1979) foi um médico brasileiro.
Doutorado em medicina pela Universidade de Berlim em 1915. Foi eleito membro da Academia Nacional de Medicina em 1928, sucedendo Antônio Fernandes Figueira na Cadeira 45, que tem Olinto de Oliveira como patrono.